# José Marello Vialle
San Giuseppe Marello Viale, también conocido como San José Marello (Turín, 26 de diciembre de 1844 - Savona, 30 de mayo de 1895), fue un obispo italiano, fundador de la Congregación de los Oblatos de San José.

## Su vida
Nació en Turin el 26 de diciembre de 1844. Pasa toda su infancia en San Martino Alfieri, el Piamonte. Cuando tenía cuatro, perdió a su madre, desde entonces se acogió bajo el amparo de la Virgen María. Beneficiado de una vocación precoz y de una grande devoción por la Virgen María, entra al seminario de Asti.
Fue ordenado sacerdote el 19 de septiembre de 1868, llevándolo con entusiasmo e intensidad. Nombrado secretario del obispo de Asti, lo acompaña al Concilio Vaticano I, donde sus cualidades fueron particularmente remarcadas por el Cardenal Pecci, futuro papa León XIII.
También era sensible a la condición de las personas ancianas para las cuales dirige un establecimiento para permitirles terminar en el su vida de manera decente, por otro lado, enseñaba firmemente a los laicos el apoyar al Papa, en ese periodo en donde la supresión de los Estados Pontificios sembró la confusión entre los católicos.

## Misión
Pensó en realizar su ideal espiritual restableciendo y sosteniendo la vida religiosa masculina. Y fue el 14 de marzo de 1878 que funda la Congregación de los Oblatos de San José a los que recomendó «la imitación de San José» y les dio a San José como patrón e inspirador. Es una comunidad de religiosos que tienen el cargo de educar a la juventud y asistir al obispo y al clero.
Nombrado obispo de Acqui por León XIII, el 23 de noviembre de 1888, lleva una acción apostólica intensa, visitando a todas las parroquias, promoviendo la catequesis, la educación cristiana de los jóvenes, las misiones parroquiales. Se pasa la vida particularmente en reforzar la unidad entre el clero y los fieles.

## Muerte
Aunque su estado de salud era cada vez más débil y el desgaste de una vida entregada enteramente a los demás, se traslada a Savona por las fiestas del tercer centenario de la muerte de San Felipe Neri el 26 de mayo de 1895.
Es ahí donde muere el 30 de mayo de 1895, habiendo vivido toda su vida bajo el principio que el papa Juan Pablo II habría dicho casi un centenar de años después:
«Amar a la Madre del Redentor e imitar a su Guardián».

## Beatificación y Canonización
Es el 26 de septiembre de 1993 cuando el papa Juan Pablo II lo beatificó en Asti, presentándolo como un modelo de obispo.
Ocho años más tarde, después de la verificación del milagro necesario (la sanación de dos niños en Perú), el 25 de noviembre de 2001, al día siguiente del Sínodo de los Obispos, fue canonizado por el papa Juan Pablo II, quien recordó que el lema de vida del nuevo santo era « Proteger los intereses de Jesús ».

## Sus padres
Vicente y Ana María Viale

## Fuente
- Osservatore Romano : 2001 n.48 p.1-3 - n.49 p.2